# سی‌بی‌اوئی
سی‌بی‌اوئی (انگلیسی: Cboe Global Markets) شرکت خدمات مالی آمریکایی است، که در سال ۱۹۷۳ تأسیس شد.